# Tegernsee (tó)
A Tegernsee egy tó Bajorországban. A tavat a Weißach, Rottach, Alpbach, Söllbach, Breitenbach, Zeiselbach, Quirinbach és Grambach vízfolyások táplálják.

## Galéria

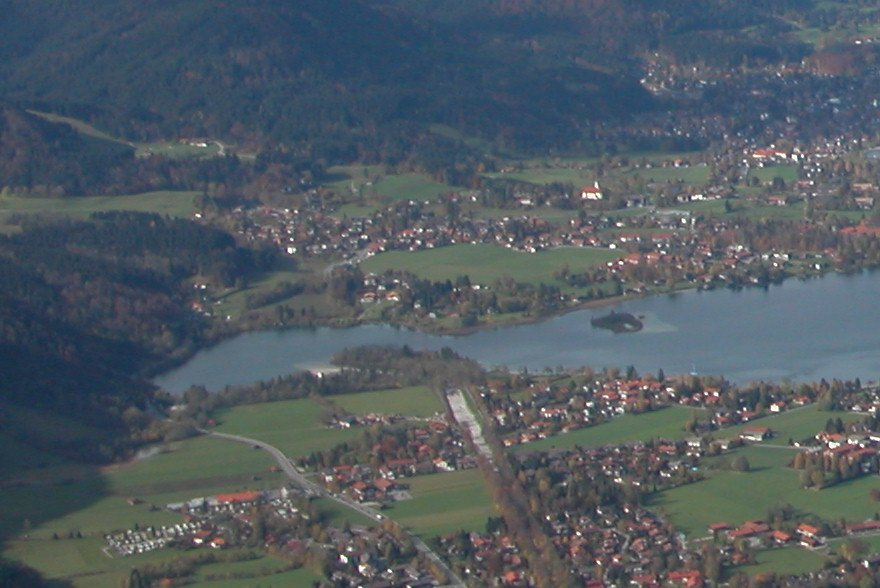
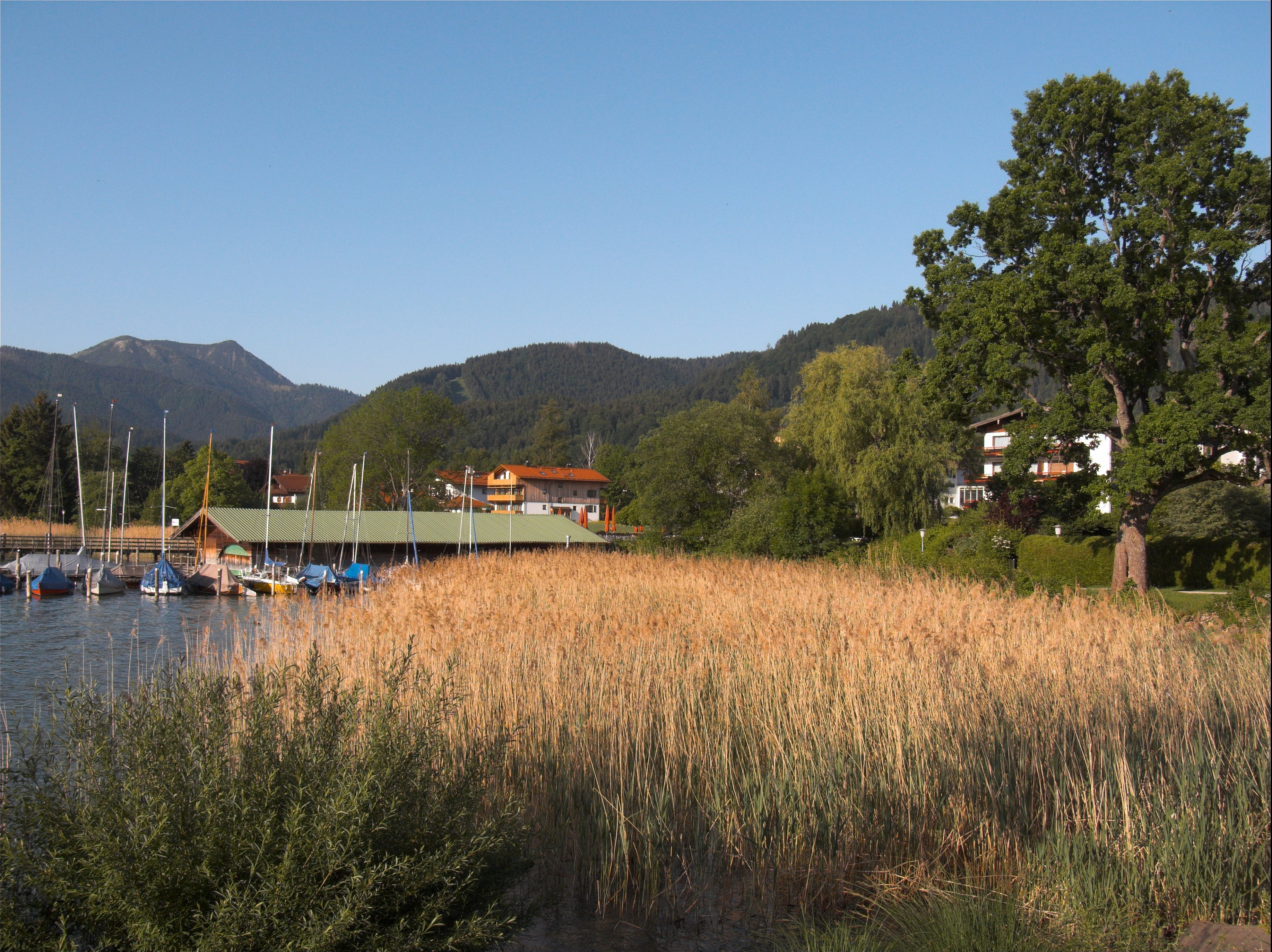
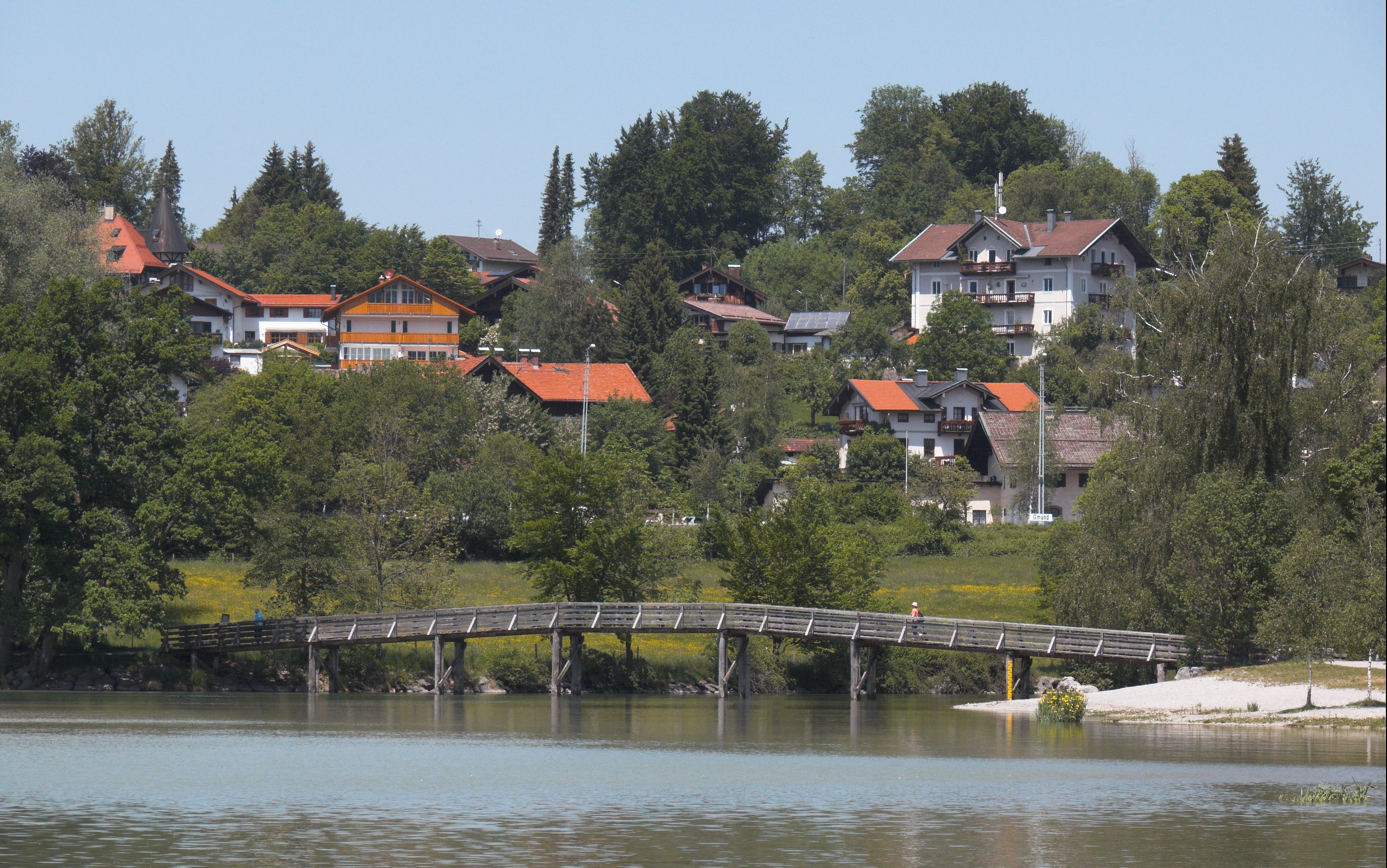
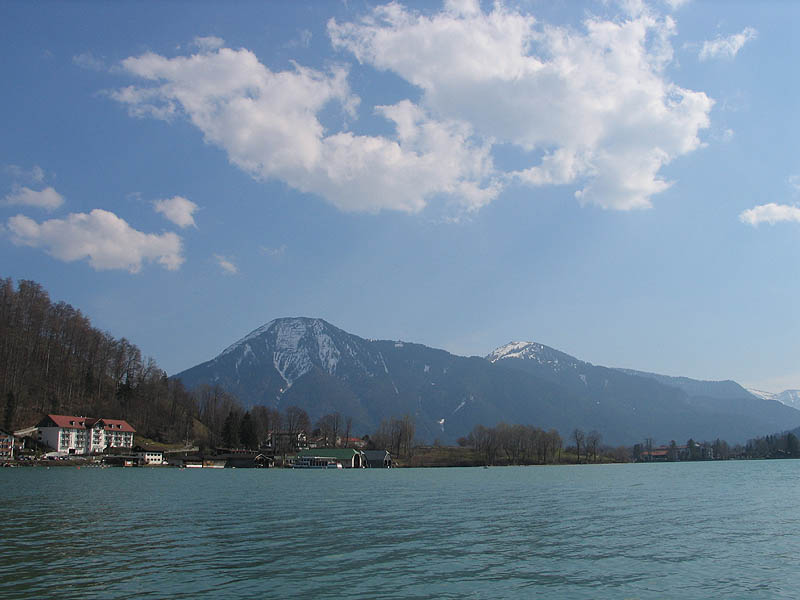
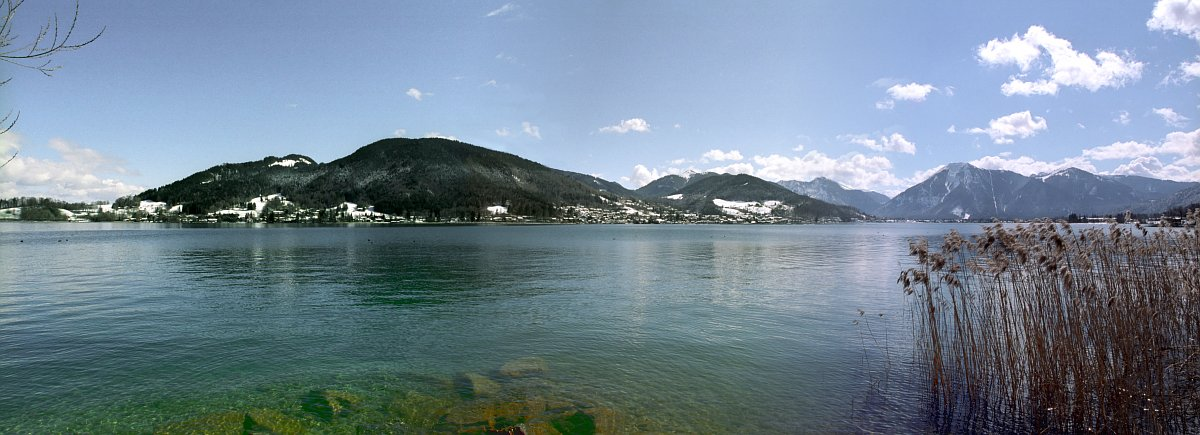
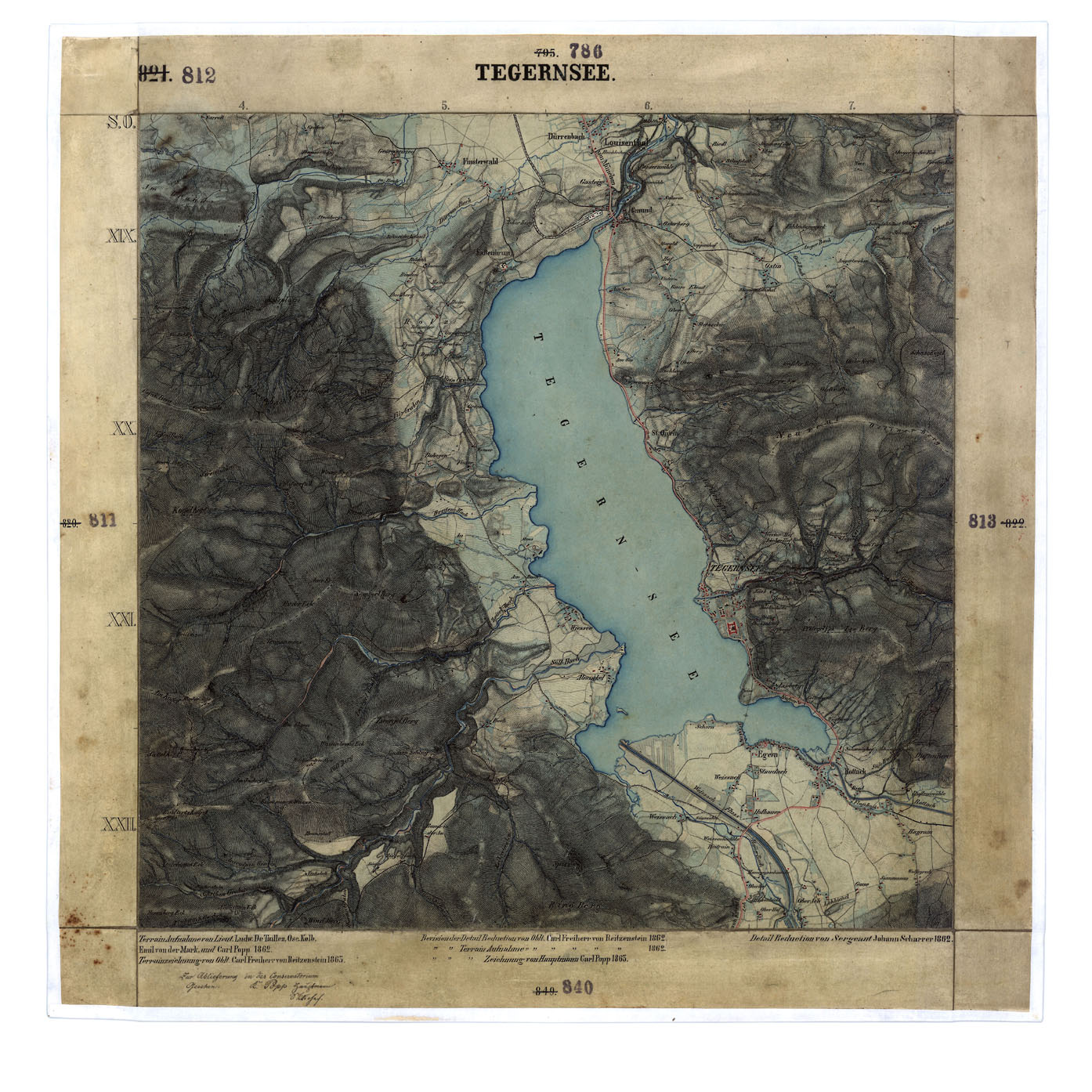